# Reza Ghasemi
Reza Ghasemi (né le 24 juillet 1987 à Ispahan) est un athlète iranien, spécialiste du sprint.

## Biographie
Il détenait le record iranien du 100 m en 10 s 24, réalisé à Almaty le 30 juin 2012. Il porte son record personnel à 10 s 16 dans la même ville le 15 juin 2013, derrière son compatriote Hassan Taftian qui, avec 10 s 15, bat le record national. En 2015, il remporte la médaille de bronze des Championnats d'Asie sur 100 m en 10 s 19. Un mois plus tard, à Almaty (Kazakhstan), Ghasemi améliore ses records avec 10 s 12 et 20 s 68.
En fin de saison, il remporte la médaille d'argent des Jeux mondiaux militaires en Corée du Sud avec 10 s 18. Le 23 janvier 2016, il réalise 6 s 52 lors des Championnats d'Iran en salle, et établit la meilleure performance mondiale de l'année mais ce temps est finalement non-acceptée par l'IAAF car il a été réalisé avec un chronomètre manuel. 
Le 19 février, il devient vice-champion d'Asie en salle (60 m) en 6 s 66, derrière son compatriote Hassan Taftian (6 s 56). 

## Palmarès
| Date | Compétition                  | Lieu      | Résultat | Épreuve | Temps   |
| ---- | ---------------------------- | --------- | -------- | ------- | ------- |
| 2010 | Championnats d'Asie en salle | Téhéran   | 1er      | 60 m    | 6 s 67  |
| 2011 | Championnats d'Asie          | Kobe      | 7e       | 200 m   | 21 s 18 |
| 2012 | Championnats d'Asie en salle | Hangzhou  | 1er      | 60 m    | 6 s 68  |
| 2013 | Championnats d'Asie          | Pune      | 4e       | 100 m   | 10 s 37 |
| 2013 | Championnats d'Asie          | Pune      | 4e       | 200 m   | 20 s 98 |
| 2014 | Championnats d'Asie en salle | Hangzhou  | 3e       | 60 m    | 6 s 68  |
| 2014 | Jeux asiatiques              | Incheon   | 5e       | 100 m   | 10 s 25 |
| 2015 | Championnats d'Asie          | Wuhan     | 3e       | 100 m   | 10 s 19 |
| 2015 | Jeux mondiaux militaires     | Mungyeong | 2e       | 100 m   | 10 s 18 |
| 2016 | Championnats d'Asie en salle | Doha      | 2e       | 60 m    | 6 s 66  |
| 2017 | Jeux asiatiques en salle     | Achgabat  | 3e       | 60 m    | 6 s 64  |
| 2018 | Championnats d'Asie en salle | Téhéran   | 4e       | 60 m    | 6 s 71  |

## Records
| Épreuve              | Performance | Lieu   | Date            |
| -------------------- | ----------- | ------ | --------------- |
| 60 mètres (en salle) | 6 s 58      | Sopot  | 8 mars 2014     |
| 100 mètres           | 10 s 12     | Almaty | 25 juillet 2015 |
| 200 mètres           | 20 s 68     | Almaty | 26 juillet 2015 |